# تشيرت
بلدية تشيرت (بالإسبانية: Chert)‏، هي إحدى بلديات مقاطعة كاستيلون التي تقع في منطقة بلنسية، في شرق إسبانيا.
يبلغ عدد سكانها 912 نسمة وفقاً لإحصائية سنة (2006).